# Can Xue
Can Xue (in cinese: 残雪S, Cán XuěP), pseudonimo di Deng Xiaohua (鄧小華T, 邓小华S, Dèng XiǎohuáP; Changsha, 30 maggio 1953) è una scrittrice cinese.

## Biografia
Nata Deng Xiaohua il 30 maggio 1953 a Changsha, nella provincia dello Hunan, ha scelto lo pseudonimo di Can Xue che in cinese significa "residuo della neve" in contrasto con la cultura dominante del suo paese.
Dopo avere lavorato come medico a piedi scalzi (unici medici dei villaggi rurali non facenti parte del sistema sanitario ufficiale), l'operaia, l'insegnante e la sarta, a partire dalla sua prima raccolta di racconti pubblicata dal 1985, si è dedicata esclusivamente alla letteratura.
Appartenente al filone sperimentale ed avanguardistico cinese degli anni 80-90 nato dopo la morte di Mao Zedong, la sua copiosa produzione comprende sei romanzi, cinquanta novelle, centoventi racconti e sei saggi di critica letteraria.
Tutte le sue raccolte di racconti sono in corso di traduzione presso l'editore italiano Utopia.

## Opere principali

### Tradotte in inglese
- Dialogues in Paradise (1989)
- Old Floating Cloud: Two Novellas (1991)
- The Embroidered Shoes (1997)
- Blue Light in the Sky and Other Stories (2006)
- Five Spice Street (2009)
- Vertical Motion (2011)
- The Last Lover (2014)
- Frontier (2017)
- Love in the New Millennium (2018)

### Tradotte in italiano
Tutte le raccolte di racconti di Can Xue sono in corso di pubblicazione nel catalogo di Utopia.
- La strada di fango giallo, Milano, Utopia, 2024, traduzione di Maria Rita Masci.

- Dialoghi in cielo, Roma, Theoria, 1991; Milano, Utopia, 2023, traduzione di Maria Rita Masci.